# Ocotlamanic, Zoquitlán
Ocotlamanic är en ort i Mexiko.   Den ligger i kommunen Zoquitlán och delstaten Puebla, i den sydöstra delen av landet, 250 km sydost om huvudstaden Mexico City. Ocotlamanic ligger 2 010 meter över havet och antalet invånare är 139.
Terrängen runt Ocotlamanic är kuperad åt sydväst, men åt nordost är den bergig. Runt Ocotlamanic är det ganska tätbefolkat, med 111 invånare per kvadratkilometer. Närmaste större samhälle är Coxcatlán, 18,6 km sydväst om Ocotlamanic. I omgivningarna runt Ocotlamanic växer i huvudsak blandskog.